# Dawn Records (US-amerikanisches Musiklabel)
Dawn Records war ein US-amerikanisches Plattenlabel, das in den 1950er Jahren bestand.
Das Plattenlabel Dawn wurde 1954 als Sublabel von Seeco Records gegründet und gehörte Sidney Siegel. Auf Dawn erschienen meist Jazz-Aufnahmen, aber auch Populäre Musik, Rock ’n’ Roll, Rhythm and Blues und Folk. A&R des Labels waren Chuck Darwin, Paul Livert und Lee Magid.
Auf dem Label erschienen die Aufnahmen von Jazzmusikern wie Gene Quill, Charlie Rouse/Julius Watkins (Les Modes), Zoot Sims/Bob Brookmeyer (Zoot Sims Goes to Jazzville), Mat Mathews/Oscar Pettiford, Dick Garcia, Frank Rehak, Paul Quinichette, Al Cohn, Lucky Thompson/Gérard Pochonet, Randy Weston (The Modern Art of Jazz), Joe Puma, Jimmy Raney und Rita Reys. Dessen Stücke sowie ursprünglich auf Singles erschienene Aufnahmen weiterer Künstler wie Aaron Sachs, Alex Smith, Charlie Smith, Peggy und Hal Serra wurden auch auf Kompilationen wie Jazzville, Vol. 1-4 oder Jazz for Hi-Fi Lovers editiert. Die Wiederveröffentlichungen der Aufnahmen erfolgten durch das Reissue-Label Blue Moon Records.
Zu den Veröffentlichungen des Labels im Bereich des Rock and Roll zählten Aufnahmen der Royal Jokers (Someday We'll Meet Again), der Sophomores, The Treniers, Carolyn Hayes, Tiny Webb und Lincoln Chase.
Neben dem US-amerikanischen Label bestand zwischen 1970 und 1975 auch ein britisches Label gleichen Namens, bei dem Musik u. a. von Donovan und John Kongos erschien.